# Plymouth Bay

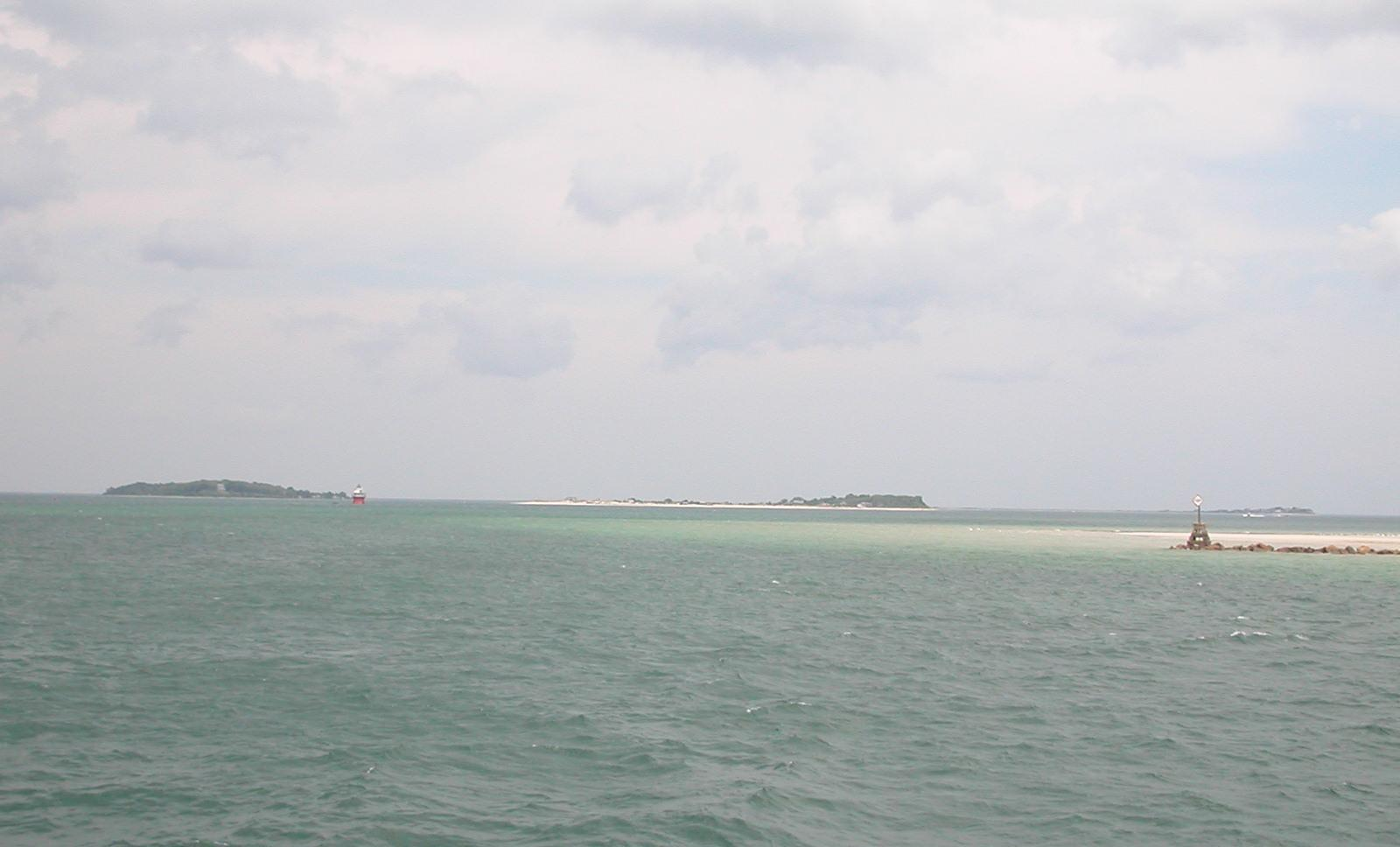
Plymouth Bay i juni 2008.

Plymouth Bay är en vik utanför Atlanten, vid Cape Cod Bays västra strand i delstaten Massachusetts i USA. Här landsteg 1620 pilgrimerna från fartyget Mayflower. och till minnet av detta finns Plymouth Rock.

### Fotnoter
1. ↑  ”The Mayflower” (på engelska). BBC. 12 juni 2009. http://news.bbc.co.uk/local/london/hi/people_and_places/nature/newsid_8078000/8078602.stm. Läst 7 november 2015.